# Henrique Martins de Carvalho
Henrique de Miranda Vasconcelos Martins de Carvalho (Abrantes, 10 de janeiro de 1919 — Lisboa, 1994) foi um diplomata, professor universitário e político, que, entre outras funções, foi procurador à Câmara Corporativa e Ministro da Saúde e Assistência do 2.º governo do Estado Novo, em funções de 14 de agosto de 1958 a 4 de dezembro de 1962 (com uma curta interrupção de 9 a 14 de dezembro de 1960). Deixou vasta obra escrita sobre temas de Direito e de Política Internacional. Também se dedicou à poesia.

## Biografia
Nasceu em Abrantes, filho de Henrique de Miranda Martins de Carvalho e de Adília de Miranda Noronha e Vasconcelos Martins de Carvalho. Licenciou-se em Direito e Ciências Político-Económicas pela Universidade de Lisboa, iniciando a sua carreira profissional em 1963 como professor do Instituto Superior de Ciências Sociais e Política Ultramarina, mas em 1943 enveredou por uma carreira diplomática, na qual, entre outras funções no Ministério dos Negócios Estrangeiros, foi chefe dos Serviços de Cifra, dos Serviços do Pacto do Atlântico e dos Serviços dos Negócios Políticos Ultramarinos.
Na sua vasta carreira diplomática, destaca-se a de membro da comissão encarregada de defender os interesses de Portugal no diferendo com a União Indiana, no Tribunal Internacional de Haia em 1957. Foi ainda membro da comissão orientadora do Centro Português de Estudos Europeus e do conselho diretivo do Centro de Estudos Políticos e Sociais da Junta de Investigação do Ultramar.
Apoiante do regime do Estado Novo, de perfil político-ideológico católico monárquico, foi escolhido por António de Oliveira Salazar para o cargo de Ministro da Saúde e Assistência do 2.º governo do Estado Novo, tendo exercido essas funções de 14 de agosto de 1958 a 4 de dezembro de 1962 (com uma curta interrupção de 9 a 14 de dezembro de 1960).
Após ter exercido as funções ministeriais, foi procurador à Câmara Corporativa, por nomeação do Conselho Corporativo, nas X e XI legislaturas. Em ambas as legislaturas integrou a XII − Interesses de ordem administrativa (1.ª Subsecção − Política e administração geral). Na X Legislatura (1969-1973) foi muito ativo, com intervenções em matérias orçamentais e de revisão da Constituição Portuguesa de 1933. Também teve intervenções sobre a liberdade religiosa e a Lei de Imprensa. Na XI Legislatura (1973-1974), interrompida pela revolução de 25 de abril de 1974, teve pouca intervenção.
Após a revolução foi alvo de um processo de saneamento no seguimento das acusações efetuadas perante a Comissão de Análise de Recursos de Saneamento e Reclassificação.

## Obras publicadas
Entre outras, é autor das seguintes obras:
- A Casa de Bragança e a formação da Unidade Multicontinental do País. Lisboa: Fundação da Casa de Bragança, 1960
- Política externa portuguesa. Lisboa: Junta de Investigação do Ultramar, 1964
- Portugal e o Pacto do Atlântico. Lisboa: [s.n.], 1953
- Problemas sócio-culturais contemporâneos da família em Portugal. Linda-A-Velha: Maria do Carmo Carvalho, 1997
- Os ventos da história: estudos de política internacional. Amadora: Bertrand, [s.d.]. 2 vols.